# Brulleia taiwanensis
Brulleia taiwanensis är en stekelart som beskrevs av Chou och Hsu 1998. Brulleia taiwanensis ingår i släktet Brulleia och familjen bracksteklar. Inga underarter finns listade.